# Podolestes pandanus
Podolestes pandanus är en trollsländeart som beskrevs av Wilson och Reels 2001. Podolestes pandanus ingår i släktet Podolestes och familjen Megapodagrionidae. Inga underarter finns listade i Catalogue of Life.